# سيبويان (جزيرة)
جزيرة سيبويان هي إحدى جزر مقاطعة رومبلون في منطقة ميماروبا في الفلبين، تُعرف الجزيرة بطبيعتها الجبلية وغاباتها الكثيفة التي تضم تنوعًا بيولوجيًا غنيًا، بما في ذلك أنواع نادرة من النباتات والحيوانات، تقع في وسط أرخبيل الفلبين وتحيط بها مياه صافية وشعاب مرجانية، مما يجعلها وجهة محببة للغواصين ومحبي الطبيعة، كما تضم الجزيرة جبل غويمنغ المهيب، الذي يعد أعلى نقطة فيها وأحد معالمها البارزة.

وبالإضافة إلى جمالها الطبيعي، تحتفظ الجزيرة بقرى ساحلية هادئة تعكس الثقافة المحلية الفلبينية وتوفر للزوار تجربة سياحية تجمع بين الاستكشاف البيئي والانغماس في نمط الحياة التقليدي.